# Piotr Bielak
Piotr Bielak (ur. 4 września 1976 w Kraśniku) – polski piłkarz grający na pozycji pomocnika.

## Kariera
Karierę piłkarską zaczynał w KS Lublinianka. Następnie grał w szwajcarskich zespołach CS Chênois i FC Luzern, Dyskobolii Grodzisk Wielkopolski, Hetmanie Zamość, Pogoni Szczecin, Podbeskidziu Bielsko-Biała, Motorze Lublin, Lewarcie Lubartów, a ostatnim klubem który reprezentował była w 2006 Avia Świdnik.
Jego największym sukcesem w karierze jest wywalczenie Mistrzostwa Europy U-16 w 1993.
Piotr Bielak swój pierwszy mecz w ekstraklasie rozegrał w barwach Dyskobolii 9 września 1999 w meczu z Amiką Wronki (1-1), w tym spotkaniu zdobył także w 4 min. swojego pierwszego i jedynego gola w I lidze.
Ogółem wystąpił w 9 spotkaniach w najwyższej klasie rozgrywkowej (1 gol).